# Análise funcional
A análise funcional é o ramo da matemática, e mais especificamente da análise, que trata do estudo de espaços de funções. Tem suas raízes históricas no estudo de transformações, tais como a Transformada de Fourier, e no estudo de equações diferenciais e equações integrais. A palavra funcional remonta ao cálculo de variações, implicando uma função cujo argumento é uma função. Seu uso em geral é atribuído a Volterra.
Um grande impulso para o avanço da análise funcional durante o século XX foi a modelagem, devida a John von Neumann, da mecânica quântica em espaços de Hilbert.
Entre os teoremas importantes da análise funcional, estão:
- teorema de Hahn-Banach
- teorema da função aberta
- teorema do ponto fixo de Banach
- teorema do ponto fixo de Schauder
- teorema de Banach-Alaoglu

## Relação com outras áreas da matemática
A análise funcional faz uso de muitos conceitos de álgebra linear, e pode ser considerada até certo ponto como o estudo de espaços normados de dimensão infinita. Durante o século XX diversas técnicas da topologia foram aplicadas no estudo da análise funcional, principalmente a teoria do grau.
Um tópico da análise funcional que possui forte relação com a topologia é o estudo dos espaços vetoriais localmente convexos, onde não se admite necessariamente a existência de uma norma definindo uma topologia sobre os espaços vetoriais estudados.
A partir da segunda metade do século XX, graças aos trabalhos de von Neumann, Naimark e Gelfand, a análise funcional tem sido utilizada no estudo de álgebras não-comutativas e da K-teoria algébrica.